# جمعية كشافة ومرشدات سان مارينو الكاثوليكية
جمعية كشافة ومرشدات سان مارينو الكاثوليكية هو جمعية الكشافة الوطنية و الإرشادية في سان مارينو. الكشفية والإرشادية في سان مارينو كانت داخل المنظمات الإيطالية المعنية وأصبحت مستقلة في عام 1973. وأصبحت عضوا في المنظمة العالمية للحركة الكشفية في عام 1990، وهي أيضا عضو مشارك في الجمعية العالمية للمرشدات وفتيات الكشافة. تخدم جمعية الكشافة حوالي 152 كشاف (اعتبارا من 2011)، و 120 مرشدة (اعتبارا من 2003).